# Терацо
Терацо (итал. Terrazzo) је насеље у Италији у округу Верона, региону Венето.
Према процени из 2011. у насељу је живело 1176 становника. Насеље се налази на надморској висини од 10 м.

## Становништво
Према резултатима пописа становништва 2011. у општини је живело 2.290 становника.
| 1931. | 1936. | 1951. | 1961. | 1971. | 1981. | 1991. | 2001. | 2011. |
| ----- | ----- | ----- | ----- | ----- | ----- | ----- | ----- | ----- |
| 3.767 | 3.725 | 3.741 | 3.074 | 2.761 | 2.663 | 2.551 | 2.385 | 2.290 |